# Anthonotha brieyi
Anthonotha brieyi är en ärtväxtart som först beskrevs av De Wild., och fick sitt nu gällande namn av J.Leonard. Anthonotha brieyi ingår i släktet Anthonotha och familjen ärtväxter. Inga underarter finns listade i Catalogue of Life.